# Episodi di Wings (serie televisiva 1990) (quinta stagione)
La quinta stagione della serie televisiva Wings è stata trasmessa in anteprima negli Stati Uniti d'America dalla NBC tra il 16 settembre 1993 e il 12 maggio 1994.
| nº | Titolo originale                               | Titolo italiano | Prima TV USA      | Prima TV Italia |
| -- | ---------------------------------------------- | --------------- | ----------------- | --------------- |
| 1  | Stop in the Name of Love                       |                 | 16 settembre 1993 |                 |
| 2  | Terminal Jealousy                              |                 | 23 settembre 1993 |                 |
| 3  | Bye-Bye, Bunny                                 |                 | 30 settembre 1993 |                 |
| 4  | Business or Pleasure                           |                 | 7 ottobre 1993    |                 |
| 5  | An Affair to Forget                            |                 | 14 ottobre 1993   |                 |
| 6  | Black Eye Affair                               |                 | 28 ottobre 1993   |                 |
| 7  | Joe Blows (Part 1)                             |                 | 4 novembre 1993   |                 |
| 8  | Joe Blows (Part 2)                             |                 | 11 novembre 1993  |                 |
| 9  | 2 Good 2 Be 4 Gotten                           |                 | 18 novembre 1993  |                 |
| 10 | Come Fly with Me                               |                 | 2 dicembre 1993   |                 |
| 11 | Happy Holidays                                 |                 | 16 dicembre 1993  |                 |
| 12 | Ready, Teddy, Go                               |                 | 6 gennaio 1994    |                 |
| 13 | Oh Give Me a Home Where the Mathers Don't Roam |                 | 20 gennaio 1994   |                 |
| 14 | The Faygitive                                  |                 | 27 gennaio 1994   |                 |
| 15 | Say Uncle, Carlton                             |                 | 3 febbraio 1994   |                 |
| 16 | Hey, Nineteen                                  |                 | 10 febbraio 1994  |                 |
| 17 | Exclusively Yours                              |                 | 14 febbraio 1994  |                 |
| 18 | Moonlighting                                   |                 | 17 febbraio 1994  |                 |
| 19 | Sleepless in Nantucket                         |                 | 10 marzo 1994     |                 |
| 20 | Boys Will Be Girls                             |                 | 7 aprile 1994     |                 |
| 21 | Roy Crazy                                      |                 | 14 aprile 1994    |                 |
| 22 | Long Distance Lament                           |                 | 28 aprile 1994    |                 |
| 23 | Call of the Wild                               |                 | 5 maggio 1994     |                 |
| 24 | A Decent Proposal                              |                 | 12 maggio 1994    |                 |